# Thorlak
Pour les articles homonymes, voir Thorlak (homonymie).
Saint Thorlak Thorhallsson ou Thjorlay (vieux norrois: Þorlákr Þórhallsson, islandais : Þorlákur (helgi) Þórhallsson), né à Fljótshlíð en 1133, mort à Skálholt le 23 décembre 1193, était un prêtre islandais, chanoine augustinien, et évêque de Skálholt de 1178 à sa mort en 1193. Il est le saint patron de l'Islande.

## Origine
Thorlak est issu d'une famille noble, Il devient diacre à l'âge de quinze ans et est ordonné prêtre à dix-huit. Plus tard il est envoyé à Paris pour y étudier, probablement à l'abbaye Saint-Victor, puis en Angleterre, à Lincoln vers 1158-1160. 
Il est chanoine augustinien lorsqu'il retourne en Islande en 1161 après six ans d'absence. En 1168, il devient prieur au couvent de Thykkvabær, puis abbé en 1172. Il le réforme selon la règle de saint Augustin. 

## Évêque
Thorlak est élu évêque par l'Althing en 1174, puis investi par l'archevêque de Nidarós Eystein Erlendsson le 2 juillet 1178 qui a entrepris de réformer l'Église de Norvège. Comme évêque, il entreprend de faire régner la morale chrétienne. Il lutte contre la bigamie, et se heurte notamment à Jón Loftsson, qui refuse de se séparer de sa concubine qui n'est autre que la propre sœur de l'évêque, malgré les menaces d'excommunication. Il s'attache à imposer le célibat aux prêtres et à éradiquer le droit de patronage pour que les églises possèdent en entière propriété les terres attachées à l'entretien du culte. Il n'hésite pas à menacer d'excommunication ses opposants, les nobles islandais se considérant propriétaires des églises qu'ils ont fait construire. Il doit renoncer à ces prétentions après 1180 quand la nouvelle de l'exil de l'archevêque de Nidarós arrive en Islande et que le roi Sverre de Norvège prescrit de renoncer aux nouveaux usages. C'est seulement en 1190 que l'interdiction de cumuler les fonctions de goði et de prêtre chrétien prend effet.
Cinq ans après sa mort, il sera canonisé par l’Althing. Son statut de saint patron de l'Islande n'est pas reconnu par l'Église catholique romaine avant le 14 janvier 1984. Il est fêté le 23 décembre et le 20 juillet pour la translation de ses reliques.

## Traductions
- Ásdis Egilsdóttir : The beginnings of local hagiography in Iceland: the lives of Bishops Þorlákr and Jón. Copenhagen: Museum Tusculanum Press, 2006.

- Loth, Agnete : Den Gamle jærtegnsbog om biskop Thorlak. Oversat med inledning og efterord af Agnete Loth. Odense: Odense universitetsforlag, 1984. (da)

- Oddaverja-Þáttr - The Second Life of Thorlac Icelandic-English. Dans : Origines Islandicae - A collection of the more important sagas and other native writings relating to the settlement and early history of Iceland. Edited and translated by Gudbrand Vigfusson and F. York Powel. Volume I. Oxfort at the Clarendon Press, 1905. Pp. 567-591.

- Le Dit des Gens d'Oddi. Traduction de Grégory Cattaneo. Paris : Presses universitaires de Paris Sorbonne. En cours de publication.

- Thorlaks saga - Pálls saga Oslo : Aschehoug, 2011. (Thorleif Dahls kulturbibliotek,Bd. 43)  (ISBN 9788203197840). (no)

- Þorláks saga - the Story of Bishop Thorlac. Icelandic-English. Dans : Origines Islandicae - A collection of the more important sagas and other native writings relating to the settlement and early history of Iceland. Edited and translated by Gudbrand Vigfusson and F. York Powel. Volume I. Oxfort at the Clarendon Press, 1905. Pp. 458-502.

- Gottskálk Jensson : “The lost latin literature of medieval Iceland - the fragments of the Vita sancti Thorlaci and other evidence”. Dans : Symbolae Osloenses - Norwegian Journal of Greek and Latin Studies Volume 79 (2004), Issue 1, pages 150-170.

- Stories of the Bishops of Iceland. I, The Stories of Thorwald the Far-Farer, and of Bishop Isleif, II, Húngrvaka [the Hunger-Waker], Being Chronicles of the First Five Bishops of Skalholt, III, The Story of Bishop Thorlak the Saint Translated by Mary C. J. Disney Leith. London, J. Masters, 1895.

- Wolf, Kirsten : “A Translation of the Latin Fragments Containing the Life and Miracles of St Thorlákralong with Collections of Lectiones for Recitation on His Feast-Days”. Dans : Proceedings of the PMR Conference - Annual Publication of the Patristic. Medieval and Renaissance Conference 14 (1989), pp. 261–276. Villanova (Pennsylvania) : Villanova University, Augustinian Historical Institute.